# Лазув (Підкарпатське воєводство)
Лазув (пол. Łazów) — село в Польщі, у гміні Крешів Ніжанського повіту Підкарпатського воєводства. Населення — 265 осіб (2011).

## Історія
За даними етнографічної експедиції 1869—1870 років під керівництвом Павла Чубинського, у селі здебільшого проживали греко-католики, меншою мірою — православні українці, усе населення розмовляло українською мовою.
У 1921 році село входило до складу гміни Крешів Білґорайського повіту Люблінського воєводства Польської Республіки.
У 1975—1998 роках село належало до Тарнобжезького воєводства.

## Демографія
За даними перепису населення Польщі 1921 року в селі налічувалося 146 будинків та 725 мешканців, з них:
- 346 чоловіків та 379 жінок;
- 640 православних, 52 римо-католики, 32 юдеї, 1 християнин інших конфесій;
- 648 українців, 77 поляків.

Демографічна структура станом на 31 березня 2011 року:
|          | Загалом | Допрацездатний вік | Працездатний вік | Постпрацездатний вік |
| -------- | ------- | ------------------ | ---------------- | -------------------- |
| Чоловіки | 128     | 30                 | 84               | 14                   |
| Жінки    | 137     | 22                 | 78               | 37                   |
| Разом    | 265     | 52                 | 162              | 51                   |